# عمر مک‌لاود
عمر مک‌لاود (انگلیسی: Omar McLeod؛ زادهٔ ۲۵ آوریل ۱۹۹۴) یک ورزشکار دو و میدانی اهل جامائیکا است. از افتخارات وی میتوان وی می‌توان به کسب مدال طلا دو ۱۱۰ متر با مانع در بازی‌های المپیک تابستانی ۲۰۱۶ اشاره کرد.